# Hull Trains

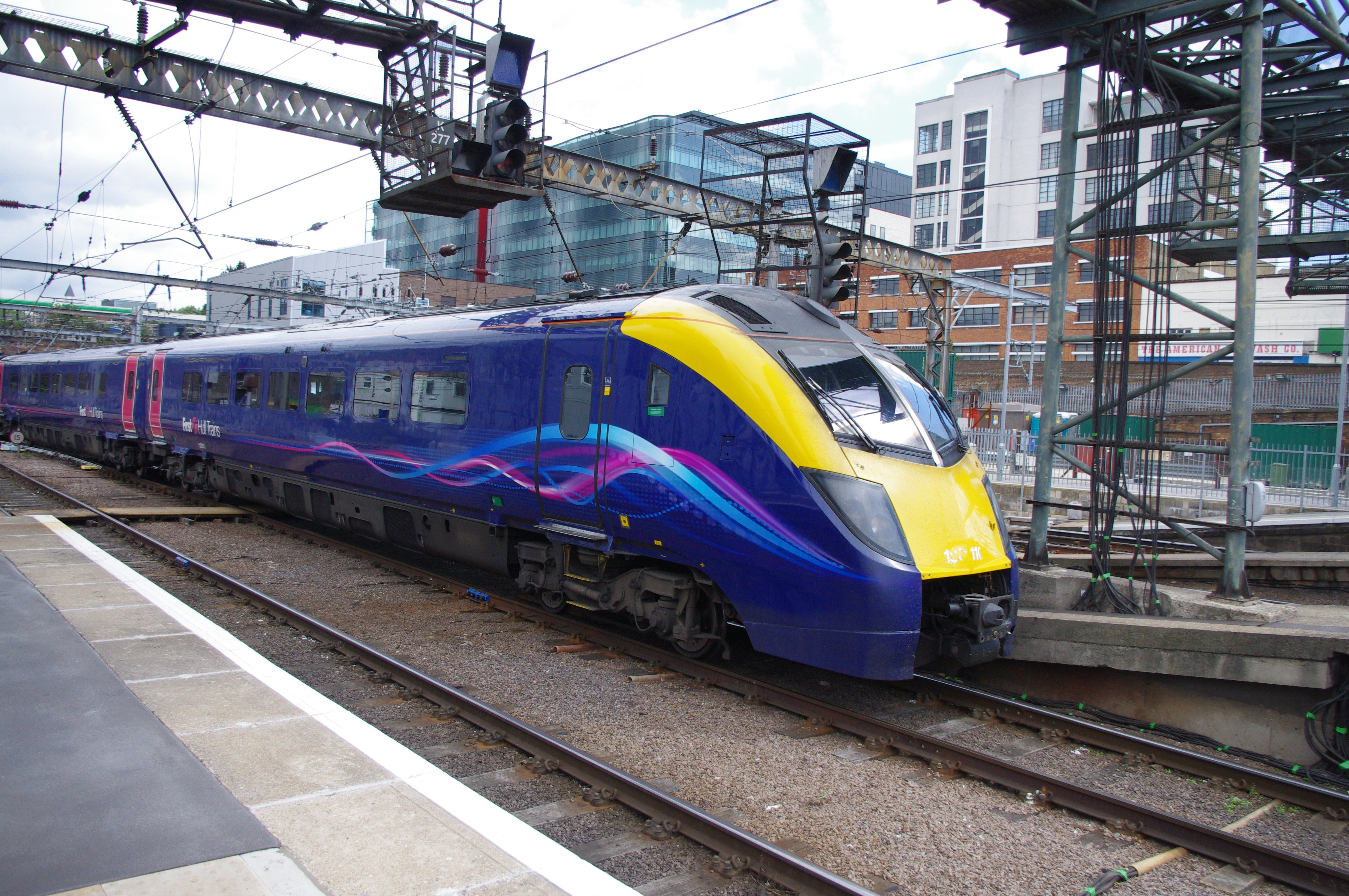
Motorvagn av typen British Rail Class 180 vid King's Cross i London (2011).

Hull Trains är ett företag på den brittiska tågmarknaden som kör fjärrtåg mellan Hull/Beverley och London (järnvägsstationen King's Cross). Företaget ägs av FirstGroup.

## Historik
1999 gick det endast ett direkttåg per dag mellan Hull i Yorkshire och London, Great North Eastern Railways tåg Hull Executive. Det var en trafik på franchisebasis som startats 1996 efter privatiseringen av British Rail. Hull Trains bildades som ett samriskföretag av Renaissance Trains och GB Railways och kunde påbörja konkurrerande tågtrafik med tre tåg per dygn i vardera riktningen den 25 september 2000, efter tillstånd från statliga Office of Rail and Road. 2008−2015 marknadsfördes tågen som First Hull Trains.
Trafiktillståndet har successivt förlängts – det nuvarande från mars 2016 gäller till december 2029.
Trafiken kör helt med Hitachi Rail Europe-byggda British Rail Class 802 , byggda 2019-2020, som kan växla mellan elektrisk drift och dieseldrift, s.k. bi-modala motorvagnar.

## Trafik
Man kör på vardagar upp till sex tåg i vardera riktningen mellan Hull Paragon Interchange  (resecentrum) och King's Cross i London och lördag-söndag fem tåg per dag. Enstaka tåg har istället Beverley som utgångs- eller slutstation och gör uppehåll i Cottingham och Hull (Paragon Interchange) på vägen. Uppehåll mellan Hull och London görs i Brough, Howden, Selby, Doncaster, Retford och Grantham. Ett fåtal av Hull Trains tåg stannar även i Stevenage.